# Austro-Daimler Sascha

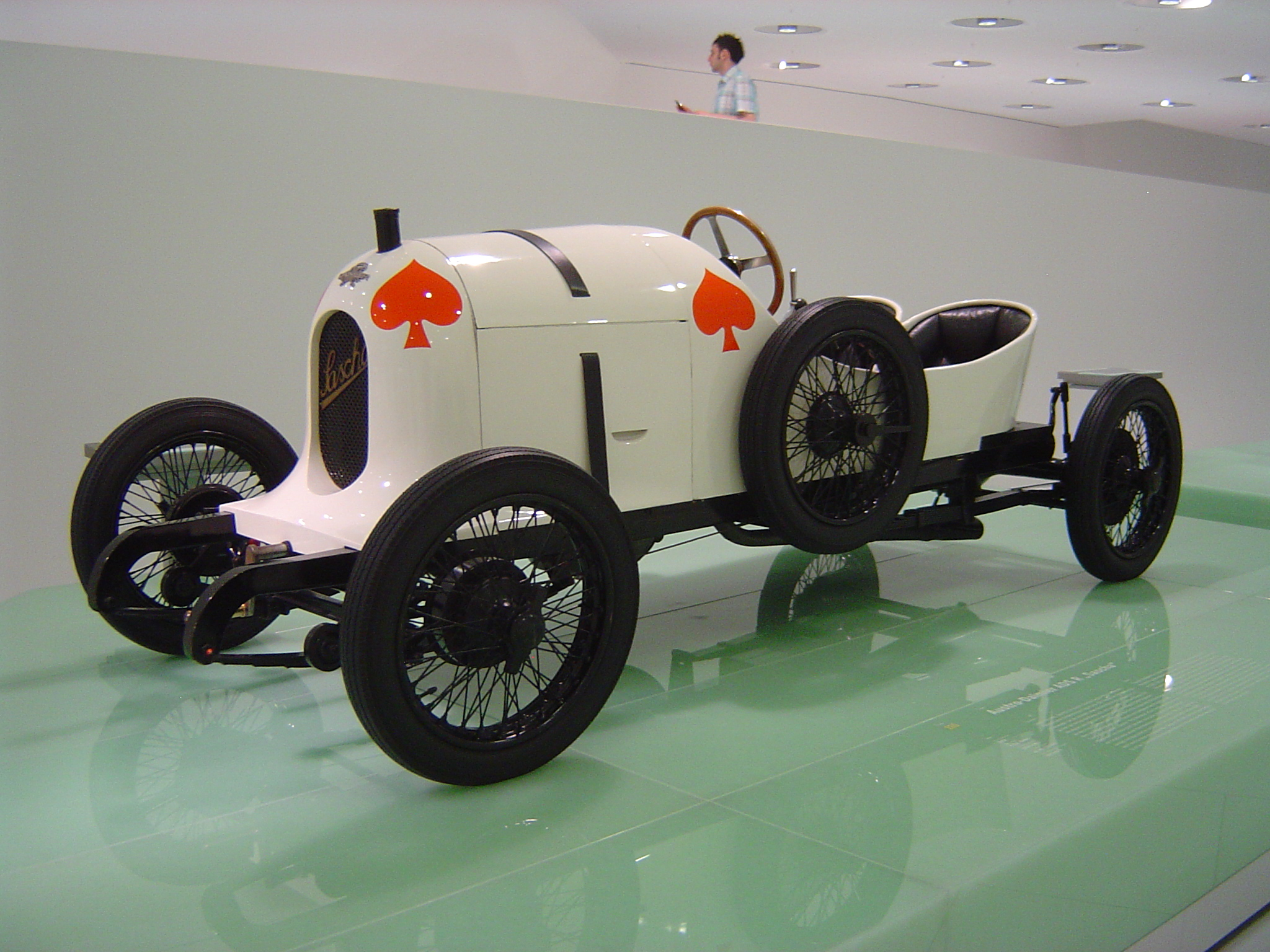
Austro-Daimler Sascha im Porsche-Museum in Stuttgart

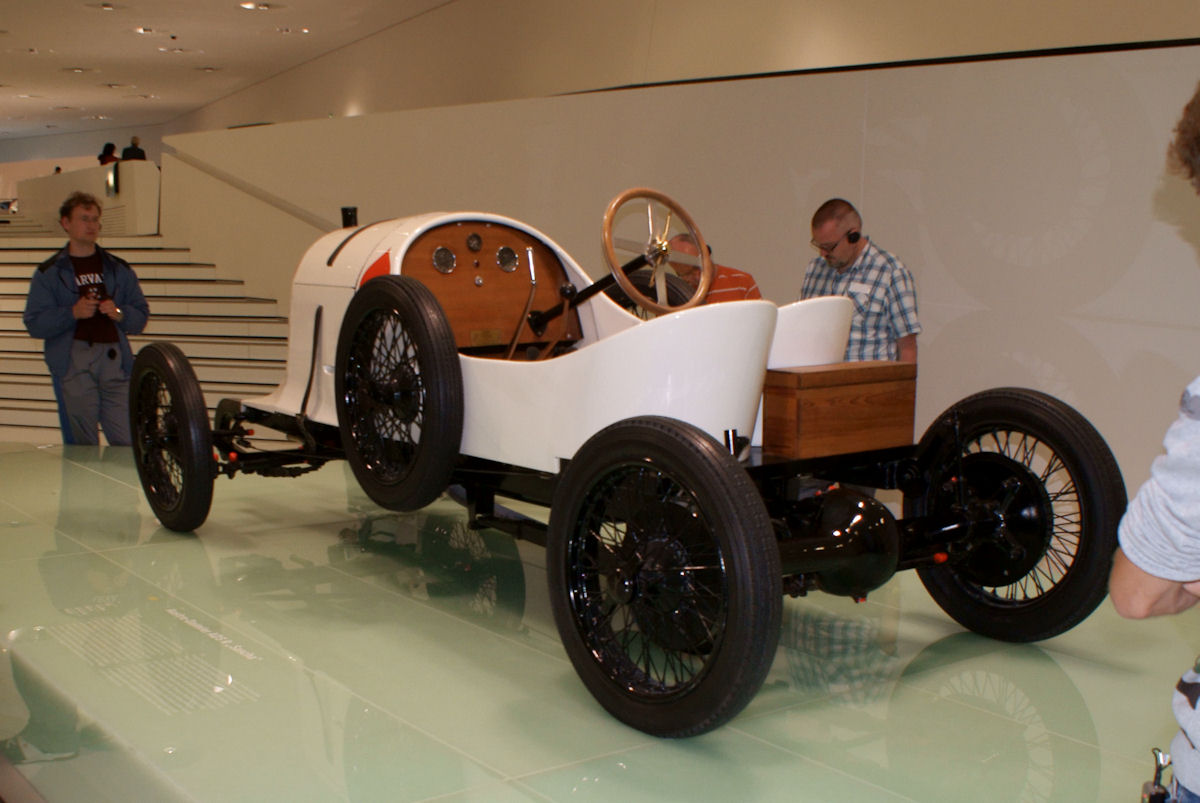
Die Hinterachse liegt frei

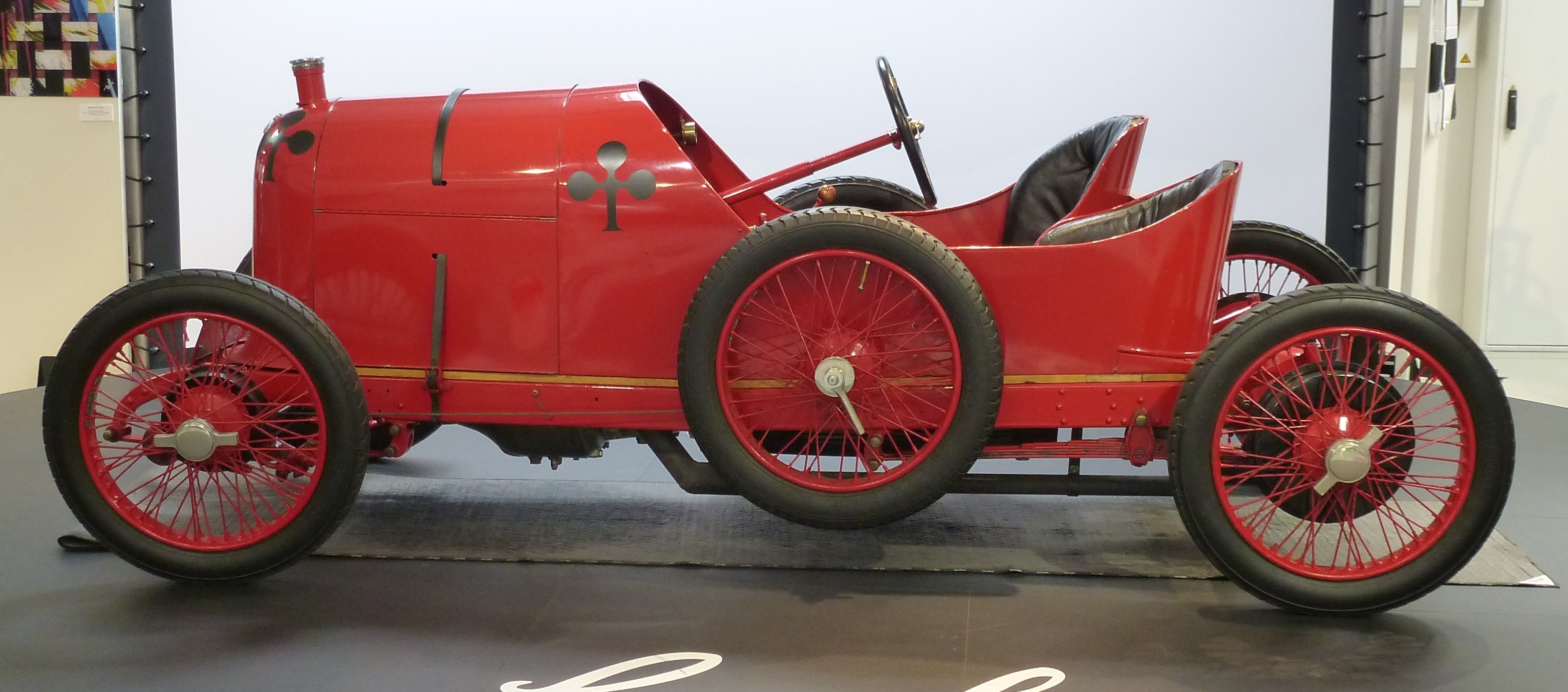
Seitenansicht

Der Austro-Daimler Sascha (auch Austro Daimler ADS R, Sascha oder Sascha Porsche genannt) ist ein Sportwagen, den Ferdinand Porsche 1922 konstruierte. Den Namen Sascha wählte Porsche nach Alexander „Sascha“ Graf Kolowrat-Krakowsky, der den Wagen bestellt hatte.

## Beschreibung
Zu dieser Zeit arbeitete Porsche für Austro-Daimler. Er entwarf einen kleinen, leichten (598 kg) Wagen mit ungekröpftem Leiterrahmen und Starrachsen an halbelliptischen Blattfedern, an der Hinterachse als Auslegerfedern. Der Motor hat vier Zylinder mit 68,3 mm Bohrung und 75,0 mm Hub, dies ergibt 1089 cm³ Hubraum, und zwei königswellengetriebene, obenliegende Nockenwellen, die pro Zylinder zwei schräg gegenüber hängende Ventile betätigen. Er leistet 50 PS (37 kW), nach anderen Quellen 33 kW (45 PS) bei 4500/min. Das breite, glatte Kurbelgehäuse des Motors ist direkt auf den Leiterrahmen geschraubt. Für seine Zeit fortschrittlich ist die Bremsanlage mit gebremsten Vorderrädern. Alle vier Trommelbremsen werden mechanisch über Seilzüge betätigt.
Der Wagen erreicht eine Höchstgeschwindigkeit von 144 km/h. Stoßstangen und Scheinwerfer konnten für Autorennen entfernt werden. Erhaltene Fahrzeuge haben gestaffelte kübelförmige Sitze für Fahrer und Mechaniker und hinten keine weitere Karosserie. Fotos der Zeit zeigen die Hinterradaufhängungen, Bremsen und das Differential freiliegend, einige zeigen aber auch eine Variante mit Bootsheck.
An der Targa Florio von 1922 nahmen drei Saschas teil. In der 1100-cm³-Klasse belegten sie den ersten und zweiten Platz mit einer Durchschnittsgeschwindigkeit von 54 km/h über 432 km auf schlechten Straßen mit Steigungen bis zu 12,5 %. Im Gesamtklassement ergab dies Platz 19. Der Sieger der Targa Florio 1922, Giulio Masetti, erreichte 63 km/h mit einem sehr viel größeren Motor.